# 森西栄一
森西 栄一（もりにし えいいち、1933年（昭和8年）1月10日 - 1970年（昭和45年）2月13日）は、1964年東京オリンピック開催時の「東京オリンピック組織委員会」の職員。
そして1964年東京オリンピック開催準備の一貫として企画組織された「聖火リレーコース踏査隊」の一員であった。

## 生涯

### 生い立ち
1933年（昭和8年）1月10日、徳島県木屋平林（現：美馬市）に生まれた。
木屋平村立三ツ木小学校、三ツ木中学校、徳島県立城東高等学校と在学進学し卒業後上京し、タクシー会社「帝産オート」永田町営業所でタクシー運転手として働きながら、法政大学二部（夜間学部）法学部に通っていた。

### 聖火リレーコース踏査隊と1964年東京五輪
ある日、森西が運転するタクシーに、1964年東京オリンピック開催準備に関わっていた亀倉雄策と丹下健三が乗り合わせた。
そして亀倉と丹下の二人の口から、東京オリンピックで行われる聖火リレーのアテネからシンガポールへの陸路調査の企画構想の話題が上がった。
それを耳にした森西は、その場で直ちに二人に運転手として参加することを志願した。
そして森西は法政大学を卒業後、世界デザイン会議事務局に勤務。丹下健三の付き人兼運転手を務めた後、東京オリンピック組織委員会嘱託となり、聖火リレーの陸路調査の運転手として採用された。
そしてその調査隊は「聖火リレーコース踏査隊」と名付けられた。
東京オリンピック組織委員会と朝日新聞社と日産自動車により企画実行された「聖火リレーコースコース踏査隊」は麻生武治を隊長として、ブランデージIOC会長やカール・ディーム博士や高石真五郎など、数々のオリンピック関係者たちに見送られながら1961年（昭和36年）6月23日にギリシャ・アテネからオリンピアを抜けて出発。ギリシャからトルコ、シリア、イラク、アフガニスタン、インドなどのユーラシア大陸各国を訪問し、歓迎を受けながら過酷な陸路を横断していった。
ところがアフガニスタンに入ると隊員たちの中から急病人が発生し、またソ連領内への踏査隊の受け入れ拒否や旅費盗難、ガンジス川氾濫など、ありとあらゆるトラブルが多発。そして徐々に踏査隊内の人間関係も悪化しニューデリーで隊長の麻生武治を含めた計二名の帰国者が出てしまう事態となってしまった。
それでも運転担当であった森西と安達教三他、計四名の隊員はなんとかシンガポールまでの難路の運転をこなし到着し、1961年（昭和36年）12月28日羽田空港に到着し日本に帰国した。
そして聖火リレーの陸路コースは断念され、代わりに聖火リレー空路コース案に方針転換した。その為の調整各地歴訪の旅となる「高橋ミッション」が行われ、1964年東京オリンピック組織委員会の一員であった高橋文雄のパートナーとして森西栄一が選ばれ随行した。
1962年（昭和37年）3月中旬、羽田空港を出発し、3月15日のイラン・テヘランから、4月19日には踏査隊が訪問しなかったインドネシア・ジャカルタまで足を伸ばし、電光石火のごとく各国の要望を聞きながら、そして既に陸路案の同意を取り付けていた関係各国からの反発やトラブルを招いてしまいながらも、各国からの「聖火空輸案」への同意をなんとか取り付けていった。
そして1964年（昭和39年）4月2日には再び高橋文雄率いる「オリンピック聖火国外現地調査団」の一員として起用され、ギリシャやトルコ、レバノン、イラン、ビルマ、インド、パキスタンバンコクや香港や台湾など聖火リレーコースを通る関係各国を訪問し、その調整を手助けした。
その後、東京オリンピック組織委員会嘱託として、吹浦忠正たち若者を助けながら1964年東京オリンピックの裏方業務を務めた。

### サファリラリー参加とその最期
「聖火リレー踏査隊」の長旅を終えた後、森西は安達教三に、自分はサファリラリーへ出場するのが夢であると伝えた。そして二人はその夢に向けて行動していった。
1964年東京オリンピック終了後の1965年（昭和40年）には日産自動車に入社し、そのスポーツクラブに所属し技術相談員として勤務した。
その一方で1967年（昭和42年）10月には日本体育協会関係者の女性と結婚し、1969年には娘が生まれた。
そして1970年（昭和45年）、念願が叶いサファリラリーのプライベートの出場者として参加した。
ところがサファリラリー大会前の2月13日、小手調べとして参加した「ペプシコーララリー」へ向かう途上、ケニア・ナクル湖近くの道路で地元の大型トラックと正面衝突し事故死した。37歳だった。
森西は衝突寸前に、同乗者であった安達教三を守るように運転席をトラックに向けハンドルを切り、安達の命を守ったという。

### 死後
森西栄一の葬儀は東京・目白の東京カテドラルにて執り行われた。
1964年東京オリンピックの関係者たち、東京都職員、教師、スポーツ関係者、そして国家公務員など、数多くの人々が参列した。
そして一人娘を抱っこする母の姿に参列者は涙したという。
その後安達教三は、森西の思いを受け継ぐかのように、年老いるまで国内外の数多くの自動車レースに参加した。

## 関連作品
テレビドラマ
- NHK大河ドラマ『いだてん〜東京オリムピック噺〜』（2019年、演：角田晃広（東京03））。

### 引用
1. 1 2 3 4 5 6 7  “名は「サファリ」②”. 吹浦忠正（ユーラシア21研究所理事長）の新・徒然草 (2007年11月21日). 2023年2月6日閲覧。
2. 1 2 3 4  夫馬信一,鈴木真二 2018, p. 90.
3. 1 2 3 4  “名は「サファリ」①”. 吹浦忠正（ユーラシア２１研究所理事長）の新・徒然草 (2007年11月21日). 2023年2月6日閲覧。
4. 1 2 3 4 5  

岩倉佐波吏 [@saharirin] (2020年2月13日). "2月13日は亡き父森西栄一の命日です。…". Instagramより2023年2月6日閲覧。
5. 1 2 3 4 5  “森西栄一という人⑥”. 吹浦忠正（ユーラシア２１研究所理事長）の新・徒然草 (2008年1月9日). 2023年2月6日閲覧。
6. ↑  麻生武治,森西栄一 1962, p. 26.
7. 1 2 3  “森西栄一・私が尊敬する人”. 吹浦忠正（ユーラシア２１研究所理事長）の新・徒然草 (2007年12月9日). 2023年2月6日閲覧。
8. 1 2 3  “聖火リレー秘話”. 吹浦忠正（ユーラシア２１研究所理事長）の新・徒然草 (2007年1月31日). 2023年2月6日閲覧。
9. ↑  夫馬信一,鈴木真二 2018, p. 76.
10. ↑  麻生武治,森西栄一 1962, p. 37.
11. 1 2 3  夫馬信一,鈴木真二 2018, p. 74.
12. ↑  夫馬信一,鈴木真二 2018, p. 72.
13. ↑  麻生武治,森西栄一 1962, p. 69.
14. 1 2 3 4  夫馬信一,鈴木真二 2018, p. 78.
15. ↑  麻生武治,森西栄一 1962.
16. ↑  夫馬信一,鈴木真二 2018, p. 84.
17. ↑  夫馬信一,鈴木真二 2018, p. 87.
18. ↑  夫馬信一,鈴木真二 2018, p. 83.
19. ↑  朝日新聞　1961年（昭和36年）12月29日付「聖火リレー踏査隊帰る　サバク焼けの顔輝かせ」
20. ↑  夫馬信一,鈴木真二 2018, p. 86.
21. ↑  夫馬信一,鈴木真二 2018, p. 88-96.
22. ↑  夫馬信一,鈴木真二 2018, p. 154-159.
23. ↑  “森西栄一という人　②”. 吹浦忠正（ユーラシア２１研究所理事長）の新・徒然草 (2007年12月18日). 2023年2月6日閲覧。
24. ↑  “森西栄一という人③”. 吹浦忠正（ユーラシア２１研究所理事長）の新・徒然草 (2007年12月18日). 2023年2月6日閲覧。
25. ↑  “森西栄一という人④”. 吹浦忠正（ユーラシア２１研究所理事長）の新・徒然草 (2007年12月20日). 2023年2月6日閲覧。
26. ↑  “森西栄一という人⑤”. 吹浦忠正（ユーラシア２１研究所理事長）の新・徒然草 (2007年12月20日). 2023年2月6日閲覧。
27. 1 2 3 4  夫馬信一,鈴木真二 2018, p. 272.
28. ↑  『X conscious　生活者意識&商品企画 』(18)、「タウンウオッチング 鋭角の窓 多摩霊園とナクル」井ノ部康之、P95 - 国立国会図書館デジタルコレクション、2023年2月6日、国会図書館デジタルコレクション　デジタル化資料個人送信サービスにて閲覧。
29. ↑  
岩倉佐波吏 [@saharirin] (2019年4月30日). "亡き父、森西栄一の事故現場がケニアのンジョロロードだとわかりました。…". Instagramより2023年2月6日閲覧。
30. ↑  
岩倉佐波吏 [@saharirin] (2019年11月17日). "11/16の読売新聞夕刊社会面です。…". Instagramより2023年2月6日閲覧。
31. ↑  
岩倉佐波吏 [@saharirin] (2019年2月13日). "2/13は父の命日懐かしい新聞記事のコピーと写真を眺めています。…". Instagramより2023年2月6日閲覧。
32. ↑  “【いだてん】新たな出演者16人発表　三谷幸喜、松田龍平、怒髪天の増子ら出演”. ORICON NEWS (2019年9月20日). 2023年2月6日閲覧。
33. ↑  “＜いだてん＞タクシー運転手を演じた角田晃広が再び出演！「こんなにがっつりと戻れるとは思ってもいませんでした」”. WEBザテレビジョン (2019年11月10日). 2023年2月6日閲覧。
34. ↑  “東京03・角田晃広が明かす「いだてん」撮影秘話『人力舎は大河ドラマの第一声枠を持っているんです(笑)』”. WEBザテレビジョン (2019年11月17日). 2023年2月6日閲覧。
35. ↑  “「『タクシー運転手が五輪の組織委員会に入る』と聞き、思わず『どうやって？』と聞き返しました」角田晃広（森西栄一）【「いだてん～東京オリムピック噺（ばなし）～」インタビュー】”. エンタメOVO（オーヴォ） (2019年11月10日). 2023年2月9日閲覧。
36. ↑  “東京03角田晃広インタビュー「後半にまた出てくるとは、誰も思っていなかったでしょう（笑）」（いだてん）”. 趣味, おすすめ記事 ×スポーツ『MELOS』 (2019年12月7日). 2023年6月10日閲覧。
37. ↑  
角田　晃広 [@akihiro_kakuta] (2019年11月17日). "…こちらのネクタイは実際に森西栄一さんが使われていたものです！…". Instagramより2023年2月6日閲覧。